# Appelhorn
Das Naturschutzgebiet Appelhorn befindet sich nordwestlich der Stadt Langelsheim im Landkreis Goslar in Niedersachsen. Es umfasst fast den gesamten Standortübungsplatz Langelsheim mit seiner hohen Artenvielfalt. Für das am 19. Dezember 2008 nach einer Verordnung vom 2. Dezember 2008 gegründete Naturschutzgebiet ist der Landkreis Goslar als untere Naturschutzbehörde zuständig.
Zu den Schutzzielen zählen neben dem Erhalt der Kalk-Waldmeister-Buchenwälder, der Krautsäume mit ihren an Trockenheit gewöhnten Pflanzengesellschaften, der Kalkhalbtrockenrasen und der mesophilen Weidelandschaften sowie der Eichenbestände auch die Umwandlung von Nadel- in Laubwälder sowie Wiesen. Zudem soll das Naturschutzgebiet einen Lebensraum für verschiedene bedrohte Tier- und Pflanzenarten wie z. B. Blutstorchschnabel, Bergfenchel, Deutscher Ziest, Früher Ehrenpreis, Kamm-Wachtelweizen, Sommerwurz, Wachtel, Neuntöter und Wildkatze bieten. Eine weitere Besonderheit stellen die hier häufig vorkommenden Erdfälle dar.